# Бучацький повіт (Австро-Угорщина)
Бучацький повіт (нім. Bezirk Buczacz) — адміністративна одиниця Королівства Галичини та Володимирії у 1850–1918 роках. Входив до складу Австрійської (до 1867 р.), з 1867 р. — до складу Австро-Угорської імперії.

## Коротка історія
Створений у результаті адміністративної реформи 1846 року як один зі 74 повітів Королівства Галичини та Володимирії на території Станіславівського, Чортківського округів Королівства Галичини та Володимерії, Повіт за поділом 1846 року мав очолювати староста, якого призначав цісар.
Існував і після утворення Західно-Української Народної Республіки в листопаді 1918 р. Мапа Галичини з проектом поділу на 3 окремі сойми (центри: Львів, Станиславів, Краків) від 1850 р. — перший документ, що подав окремий Бучацький судовий повіт (його межі відрізнялися від пізніших). На півночі межував з Теребовельським, на сході — з Чортківським, Борщівським, на півдні — з Городенківським, Тисменицьким, на заході — з Підгаєцьким повітами.
Після укрупнення повітів у 1867 році межував: на сході — з Чортківським, Заліщицьким, на півдні — з Городенківським, Товмацьким, на заході — з Рогатинським, Підгаєцьким, на півночі — Підгаєцьким, Теребовельським повітами. Межі повіту не значно змінилися до 1940 р. Тільки:
- Коропець, Бобрівники спочатку належали до Товмацького повіту
- Берем'яни до 1 квітня 1928 року належали до Заліщицького повіту.[7]

Владислав Віктор Чайковський 1884 року був обраний маршалком Бучацького повіту («Praeses der Bezirksvertretung»).

## Населення
- 1880 р.: всього 96507 осіб, з них: українців 55540 осіб (58,8 %), поляків 25615 осіб (25,6 %), жидів 15305 осіб (15,4 %), інших 47 осіб (0,1 %)
- 1900 р.: всього 119898 осіб, з них: українців 72351 осіб (60,3 %), поляків 31806 осіб (26,5 %), жидів 15711 осіб (13,1 %), інших 30 осіб (0,1 %)[9]

## Релігія

### Греко-католики
У 1880 році: усього — 33 парохії, з них 22 належали до Бучацького, 7 — Чортківського, 4 — Устецького деканатів УГКЦ. Усі належали до 1885 року до Львівського архієпископства, далі — до Станиславівської єпархії Галицької митрополії УГКЦ.
У 1907 році українці-греко-католики становили 59 % населення повіту.

### Римо-католики
У 1880 році: було 8 парохій латинського обряду, з яких 6 належали до Бучацького деканату РКЦ: Бучач, Бариш, Коропець, Манастириська, Золотий Потік, Ковалівка. Парохія Язловця належала до Язловецького, Старих Петликовець — Чортківського деканатів РКЦ. Всі належали до Львівської архідієцезії РКЦ.